# Кофман, Роман Исаакович
Роман Исаакович Кофман (род. 15 июня 1936, Киев) — украинский дирижёр, композитор, поэт, писатель. Заслуженный деятель искусств Украины (1994). Народный артист Украины (2003).

## Биография
Учился в Новосибирске у Иосифа Ароновича Гутмана (среди его учеников также Эдуард Грач и Виктор Пикайзен), затем в Горьковской консерватории у Витольда Португалова. Окончил Киевскую консерваторию как скрипач (1961), с 1963 года — концертмейстер Киевского камерного оркестра. Затем получил второе, дирижёрское образование (1971) под руководством Михаила Канерштейна.
С 1978 года профессор Национальной музыкальной академии Украины, руководитель студенческого оркестра. В 1990 году возглавил Киевский камерный оркестр. По словам самого Кофмана,

Я первым в Украине смог организовать авторский концерт Альфреда Шнитке, первый полный авторский концерт Гии Канчели, к тому же это был первый авторский концерт в его жизни. Я был первым исполнителем Сильвестрова, после чего меня приглашали в ЦК КПУ, но я, обнаглев, отвечал, что не член партии и меня никто не имеет права вызывать.

В 2003—2008 годы работал в Германии как генеральмузикдиректор Бонна, возглавляя Бетховенский оркестр и Боннскую оперу. С этим оркестром осуществил запись оратории Листа «Христос» (премия «Эхо-Классик») и всех симфоний Шостаковича. В Боннской опере исполнил 10 опер, включая редкую в Европе "Сорочинскую ярмарку" Мусоргского. За работу в Бонне награждён Большим крестом первого класса (офицерским крестом) ордена «За заслуги перед Федеративной Республикой Германия».
Продолжая работать на Украине с разными оркестрами, представил в Киеве концертные программы «Все симфонии Бетховена» (сезон 2006/07) и «Все симфонии Франца Шуберта» (сезон 2008/2009), в то же время исполняя работы новых поколений украинских композиторов По поводу программ Кофмана критика отмечает:

Выстраивая композиции своих программ, дирижёр отталкивается скорее от литературы, чем от музыки. И в любом соседстве музыкальных произведений умеет находить свою особенную рифму и поэзию.

В 2011 году награждён орденом «За заслуги» III степени.
С 2012 года — главный дирижёр Симфонического оркестра Национальной филармонии Украины.
Автор книг «Нюансы» (Стихи. Проза. Драматургия, 1993), «Лицо земли» (Поэзия, 1996), «Книга небытия» (2004), «Воспитание дирижёра. Психологические особенности» (2009), «100 ненужных советов молодым дирижерам» (2012), «Пасторальная симфония, или Как я жил при немцах» (К.: Дух і літера, 2011), «Так будет всегда» (Laurus, 2014), «Хвала работодателям» (Laurus, 2015). Написал цикл песен «Семицветная страна» на стихи Овсея Дриза.
Автор музыки к фильмам «Всего три недели» (1971) и «Лавры» (1972, соавтор).
Жена — Ирина Николаевна Саблина, на протяжении многих лет руководила киевским детским хором «Щедрик», лауреатом украинских и международных конкурсов. В настоящее время этот коллектив возглавляет их дочь Марианна Саблина.